# Höglandswhisky
Höglandswhisky är skotsk whisky från ett område som av whiskyindustrin definieras som Highlands i Skottland. 

## Whiskyns regioner
Normalt indelas skotsk maltwhisky i regionerna Lowlands, Highlands, Speyside, Islay och Campbeltown. (Karta över whiskyregioner.) Andra indelningar förekommer också, till exempel betraktas ibland öarna som en region som kallas Islands (dit då inte Islay räknas).
Gränsen mellan whisky som betecknas Highland och Lowland går längs en imaginär linje mellan Dundee och Greenock. Whiskyindustrins definition skiljer sig från den gängse definitionen enligt traditionell skotsk geografi, där gränsen mellan Highlands och Lowlands är annorlunda och går mellan Dumbarton och Stonehaven. Ursprungligen indelades whiskyn i Highland och Lowland baserat på olika skatteregler. I de skotska högländerna finns också området Speyside, invid floden Spey, halvön Kintyre med staden Campbeltown och ön Islay, som dock räknas som egna whiskyregioner. Speyside har den största koncentrationen av whiskydestillerier, ungefär hälften av destillerierna ligger där. Whisky från en region har ofta, men långt ifrån alltid, märkbara likheter i karaktären.

## Highlands
Highlands är till ytan Skottlands största whiskyregion. Det är svårt att säga något generellt om whisky från Highlands eftersom de olika märkena skiljer sig åt ganska mycket. Prefixet glen- förekommer ibland i skotska whiskysorter och betyder dalgång. 
Kända märken från Highlands är:
- Glenmorangie - single malt
- Old Pulteney - single malt
- Dalwhinnie - single malt
- Oban - single malt
- Talisker - single malt
- Highland Park - single malt

Blended whisky är oftast inte från någon speciell region, men undantag finns.  